# Gharyan (gemeente)
Gharyan was een gemeente (Shabiyah) in Libië.
Gharyan telde in 2006 161.408 inwoners op een oppervlakte van 4660 km². De hoofdplaats is Gharyan.
Na de herindeling van 2007 viel de gemeente onder de nieuwe gemeente Al Jabal al Gharbi.